# 勒德尔斯多夫
勒德尔斯多夫是奥地利施蒂利亚州费尔德巴赫县的一个市镇。总面积9.81平方公里，总人口701人，人口密度71.5人/平方公里（2001年）。